# Tabb (producent muzyczny)
Tabb, właściwie Bartosz Zielony (ur. 28 maja 1984 w Poznaniu) – polski producent muzyczny i inżynier dźwięku związany ze sceną muzyki popularnej i hip-hopowej.
Wychowywał się w Poznaniu na Świerczewie, następnie mieszkał w graniczącym z tą częścią Poznania – Luboniu. Obecnie mieszka z rodziną w Słupnie koło Warszawy. Działalność muzyczną prowadzi od 1999 roku, początkowo wykonując muzykę elektroniczną. Laureat Nagrody Dziennikarzy podczas Krajowego Festiwalu Piosenki Polskiej w Opolu w 2005 roku. Jego pierwszym zrealizowanym wydawnictwem był album grupy muzycznej LPS pt. Lek na Wszystko. Kolejny to Epizod II: Rapnastyk Owal/Emcedwa, który był debiutem Tabba na polskim rynku fonograficznym.

## Dyskografia
Albumy
| Tytuł                              | Dane dot. albumu                                 | Pozycja na liście | Sprzedaż        | Certyfikat             |
| Tytuł                              | Dane dot. albumu                                 | POL               | Sprzedaż        | Certyfikat             |
| ---------------------------------- | ------------------------------------------------ | ----------------- | --------------- | ---------------------- |
| Wyjście z bloków (oraz Mezo)       | - Data: 24 lutego 2005 - Wydawca: UMC Records    | 14                |                 |                        |
| Eudaimonia (oraz Kasia Wilk, Mezo) | - Data: 16 października 2006 - Wydawca: My Music | 17                | - POL: 15 tys.+ | - POL: złota płyta     |
| Z całych sił (oraz Grzegorz Hyży)  | - Data: 27 maja 2014 - Wydawca: Gorgo Music      | 9                 | - POL: 30 tys.+ | - POL: platynowa płyta |
| Atom (oraz Sound’n’Grace)          | - Data: 2 czerwca 2015 - Wydawca: Gorgo Music    | 2                 | - POL: 30 tys.+ | - POL: platynowa płyta |
| Milion Słów (oraz Jula)            | - Data 26 maja 2017 - Wydawca: Gorgo Music       | 14                |                 |                        |

Single
| „To już czas” (oraz Mezo Team)              | 2012 | –  | 7 | –  | –  |                 |                           | –                       |
| „Na chwilę” (oraz Grzegorz Hyży)            | 2014 | 1  | 1 | 16 | 3  |                 |                           | Z całych sił            |
| „Dach” (oraz Sound’n’Grace)                 | 2015 | 3  | 1 | 7  | 2  | - POL: 40 tys.+ | - POL: 2× platynowa płyta | Atom                    |
| „Możesz wszystko” (oraz Sound’n’Grace)      | 2015 | 19 | 1 | 20 | 24 | - POL: 10 tys.+ | - POL: złota płyta        | Atom                    |
| „Na pewno” (oraz Sound’n’Grace)             | 2015 | 14 | – | –  | 6  |                 |                           | Atom                    |
| „Święta będą cały rok” (oraz Sound’n’Grace) | 2015 | 43 | – | –  | –  |                 |                           | Atom (Edycja specjalna) |
| „Sens” (oraz Sound’n’Grace)                 | 2016 | 15 | 1 | –  | –  |                 |                           | Życzenia                |
| „–” singel nie był notowany.                |      |    |   |    |    |                 |                           |                         |

Inne notowane utwory
| „Wstaję” (oraz Grzegorz Hyży)    | 2014 | 2  | 1 | 6  | 6  | Z całych sił |
| „Pusty dom” (oraz Grzegorz Hyży) | 2014 | 5  | 1 | 25 | 28 | Z całych sił |
| „Zagadka” (oraz Grzegorz Hyży)   | 2015 | 19 | 1 | –  | 23 | Z całych sił |
| „–” utwór nie był notowany.      |      |    |   |    |    |              |

## Teledyski
| Tytuł                                  | Rok  | Reżyseria/Realizacja | Album        | Źródło |
| -------------------------------------- | ---- | -------------------- | ------------ | ------ |
| „To już czas” (oraz MezoTeam)          | 2013 | Grupa 13             | –            | [ 23 ] |
| „Na chwilę” (oraz Grzegorz Hyży)       | 2014 | Grupa 13             | Z całych sił | [ 24 ] |
| „Wstaję” (oraz Grzegorz Hyży)          | 2014 | Damian Bieniek       | Z całych sił | [ 25 ] |
| „Pusty dom” (oraz Grzegorz Hyży)       | 2015 | Limited Edition      | Z całych sił | [ 26 ] |
| „Dach” (oraz Sound’n’Grace)            | 2015 | AG Studio            | Atom         | [ 27 ] |
| „Możesz wszystko” (oraz Sound’n’Grace) | 2015 | Daniel Zduńczyk      | Atom         | [ 28 ] |

## Filmografia
| Tytuł           | Rok  | Rola | Uwagi            | Źródło |
| --------------- | ---- | --- | ---------------- | ------ |
| „Powiedz tak!”  | 2015 | Producent muzyczny i realizator dźwięku w wytwórni fonograficznej, w której o kontrakt płytowy starał się Wiktor Brzozowski | Odcinki: 11 i 12 | [ 1 ]  |
| „Listy do M. 2” | 2015 | |                  | [ 1 ]  |

## Nagrody i wyróżnienia
| Rok  | Kategoria     | Tytułem | Nagroda           | Nota      | Źródło |
| ---- | ------------- | ------- | ----------------- | --------- | ------ |
| 2015 | Najlepszy hit | „Dach”  | Eska Music Awards | Nominacja | [ 29 ] |